# Хромченков Володимир Олександрович
Володи́мир Олекса́ндрович Хромченков (28 червня 1983 — 15 квітня 2022) — український і російський військовик, капітан 2-го рангу. Командував десантним кораблем «Кіровоград» під час блокади українського флоту на Донузлаві, у 2014 році зрадив присязі та перейшов на бік Росії. Командував великим десантним кораблем «Саратов» під час вторгнення Росії в Україну.

## Біографія
Служив у Військово-морських силах України, станом на 2012 рік був капітаном 3-го рангу та командиром військової частини А0199. Командував десантним кораблем «Кіровоград», який базувався у Південній військово-морській базі України. У вересні 2013 року разом із кораблем брав участь у заходах з нагоди ювілею міста Ізмаїл Одеської області.
Під час окупації Криму у березні 2014 року український флот виявився заблокованим Чорноморським флотом Російської Федерації у затоці Донузлав. На виході із затоки було затоплено великий протичовновий корабель «Очаків» та кілька менших суден. 19 березня після захоплення штабу Південної військово-морської бази України в Новоозерному кораблі ВМС України, серед яких був і СДК «Кіровоград» під командуванням Хромченкова, вийшли на середину затоки з метою запобігання захопленню. 21 березня екіпаж «Кіровограда» підійшов до причалу бази та здався. Увечері того ж дня Хромченков вийшов у прямий ефір передачі Шустер Live і розповів про те, що кораблі чекають на адекватний наказ про їх подальшу долю, додавши, що керівництво з ним не зв'язується. Наступного дня з ним зв'язався в. о. керівника Адміністрації Президента Сергій Пашинський. Зрештою, Володимир Хромченков зрадив присязі та перейшов на бік Росії.
Продовживши службу в ЧФ РФ, Хромченков був призначений старшим помічником командира великого десантного корабля «Саратов». Пізніше протягом двох років служив на аналогічній посаді на ВДК «Новочеркаськ». Закінчив Вищі спеціальні офіцерські класи у Санкт-Петербурзі.
В 2018 році Хромченков був призначений командиром ВДК «Саратов», який в 2022 році брав участь у російському вторгненні в Україну. 24 березня 2022 року «Саратов» був уражений українською ракетою «Точка-У» під час розвантаження в порту Бердянська, внаслідок чого корабель загорівся й затонув. Під час ракетного удару Хромченков отримав поранення, від яких помер у шпиталі.

## Особисте життя
Дружина — Марина Петрівна. Діти — Олександр та Тетяна.